# ドミニオン戦争
ドミニオン戦争（ドミニオンせんそう、英: Dominion War）は、アメリカのSFテレビドラマ『スタートレック:ディープ・スペース・ナイン』で描かれた架空の戦争の名称。シーズン5のラストからシーズン7（最終シーズン）のシリーズ最終話までの長期間に渡る、スタートレックシリーズで初めて描かれた大規模な宇宙戦争であり、各シリーズ作品にも影響を及ぼす重大な出来事として描かれている。

惑星連邦とクリンゴン帝国の同盟軍と、盟主ドミニオンとカーデシア連合を中心とするドミニオン軍とのアルファ宇宙域を戦場にした戦争である。後に同盟軍にはロミュラン帝国が加わり、ドミニオン連合にはブリーン連合が加わる。戦争末期、ブリーンが連合が加わった直後、カーデシアの指導者だったレガート・ダマールがドミニオンから離反。後に彼の呼びかけに応じたカーデシアの一般市民たちが蜂起し、カーデシア軍もドミニオン戦争の終盤に行なわれたカーデシア・プライムの戦いの最中、ドミニオンから離反し、同盟軍に加わった。しかし、この裏切り行為に激怒した創設者の命令でジェムハダーとブリーンによりドミニオン戦争終結までに8億人のカーデシア人が虐殺されることになった。

## 背景
2369年、カーデシア連合が長年に渡って植民地支配を続けてきた惑星ベイジョーから撤退し、惑星連邦はベイジョー復興支援のために惑星軌道上にある宇宙ステーション「ディープ・スペース・ナイン（以下DS9）」に宇宙艦隊を駐留させることになり、ベンジャミン・シスコ中佐（後に大佐に昇進）がDS9の司令官として赴任した。シスコはベイジョーの宗教的指導者から「選ばれし者」と呼ばれ、その使命として聖なる神殿を見つけるよう言われる。そしてベイジョー領域にある「ワームホール」を発見する。この安定したワームホールは7万光年も離れたガンマ宇宙域へとつながっており、ベイジョー人の神である預言者（ワームホール異星人）が住んでいる聖なる神殿でもあった。DS9は惑星ベイジョーの軌道上からワームホールの近くまで移動することとなる。

アルファ宇宙域とガンマ宇宙域の安定した航路の確立により各国はガンマ宇宙域への探検や探索を行い、植民星を作るなど惑星開発事業などを行なう。フェレンギ人も貿易のために進出し、その際にドミニオンと呼ばれるガンマ宇宙域の一大勢力の存在を知り貿易を行おうと試みるが正体すらつかめなかった。

## 冷戦期
惑星連邦とドミニオンのファースト・コンタクトから、開戦するまでを冷戦期として記す。

### ジェムハダーとの接触
2370年、シスコは息子のジェイクとフェレンギ人のクワークとノーグと共にガンマ宇宙域の惑星でキャンプをするが、ボルタ人のエリスがドミニオンの兵士であるジェムハダーに追われている所に出くわしシスコとクワークは捕まってしまう。ジェムハダーが地球人やフェレンギ人ではなく戦闘種族のクリンゴン人と会いたかったと発言するなど、アルファ宇宙域の世界について詳しいことにシスコは驚かされる。シスコを捕らえたジェムハダーはワームホールを超えてDS9の司令室に出現し、ドミニオンのテリトリーを犯すガンマ宇宙域への探索や進出を辞める様に警告するが、惑星連邦の士官は探索を辞めるつもりはないとこれを拒否する。ドミニオンはガンマ宇宙域探索の拠点であるベイジョーの植民星で虐殺を行ったと告げ、今までに撃墜した宇宙船のリストを副司令官のキラ少佐に手渡し「もう二度とワームホールの向こう側に来るな」と言った後にビーム転送で消え、船でワームホールの向こう側へと消えた。エリスの協力で脱出したシスコは連邦の宇宙艦隊に助けられるが、その際U.S.S.オデッセイがジェムハダーの戦闘艇の自爆突撃により撃墜される。DS9に戻ったシスコはエリスがドミニオンのスパイであり、今までの出来事は全て仕組まれていたと気づきエリスを拘束しようとするが「これから何が起こるのかお楽しみね」と言い残してドミニオンの技術を使った長距離ビーム転送で逃げてしまう。シスコ達はドミニオンが技術力と強力な軍隊を持っている事を認識し、ワームホールを超えてやってくるのなら、最初の戦場がDS9になるだろうと確信し決意を固める。

### 創設者との接触
2371年、惑星連邦は対ボーグ用に建造された戦艦U.S.S.ディファイアントをDS9に配備し、ジェムハダーを従えているドミニオンの支配者である創設者に敵意がないことを伝え和平を実現するためにコンタクトを取ろうとする。その際、ドミニオンに対して共通の脅威を感じたロミュラン帝国は、惑星連邦が得たドミニオンの情報を提供することを条件に、アルジェロン条約で禁じた遮蔽装置をガンマ宇宙域での使用に限定してU.S.S.ディファイアントに搭載させることを認める。シスコ達はガンマ宇宙域で創設者とコンタクトを取ろうとするが、途中ジェムハダーの襲撃を受け捕らえられ、創設者と出会うが、創設者がオドーと同じ質量保存の法則を無視して何にでも変身が可能な流動体生物（可変種）であるという事実をつきつけられる。また、ジェムハダーとボルタ人は創設者を神として崇めるよう遺伝子改良されており、ジェムハダーがドミニオンの兵士としての役割を担い、ボルタ人はジェムハダーを指揮し創設者の代わりとして外交と政治を担っている事が判明する。創設者が自身らの過去の経験から、固形種（可変種以外の生物）に対して偏見と警戒心を持ち、ジェムハダーとボルタ人を使いドミニオンが全宇宙を支配する野望を持っている事が判明し、和平は実現しなかった。

### 連合艦隊の壊滅
ドミニオンの脅威が明らかとなり、アルファ宇宙域への侵略を防ぐために諜報機関であるカーデシアのオブシディアン・オーダーとロミュランのタル・シアーの両者が手を組み、ガンマ宇宙域にある創設者の「偉大なる繋がり」を母星ごと破壊し創設者を皆殺しにする計画を実行に移すために連合艦隊を結成する。遮蔽したロミュランのウォーバードとカーデシアの戦艦の連合艦隊は創設者の母星上空に無事着いた。だが、遮蔽を解除し攻撃を開始した瞬間、ジェムハダーの戦闘艇に襲われ一瞬にして連合艦隊は崩壊した。ドミニオンは無慈悲で強力な諜報機関であるオブシディアン・オーダーとタル・シアーを脅威と見なし、創設者の一人がタル・シアーのロミュラン人に変身し内通者として潜り込み、二つの組織をまとめて壊滅させるために連合艦隊を結成させ、ジェムハダーに連合艦隊を壊滅させたのである。これにより創設者は「これでアルファ宇宙域の脅威は惑星連邦とクリンゴン帝国だけだ」とカーデシアとロミュランの事実上の弱体化を示した。

### クリンゴンの侵略
2372年、創設者が地球人やロミュラン人に変身していた事実が明らかになり、アルファ宇宙域に混乱を招いた。カーデシア連合ではオブシディアン・オーダーの壊滅によりクーデターが起き、カーデシアの軍事政権は崩壊しデタパ評議会（文民政府）による政治体制が始まる。しかしこの一連の政変をクリンゴン帝国は「カーデシア人に化けた創設者が政変を起こし、創設者がカーデシアを支配した」と主張し、突如カーデシアへの侵略を開始する。惑星連邦はクリンゴンを非難しカーデシアに味方する。それに対してクリンゴン帝国のガウロン総裁は惑星連邦との友好条約であるキトマー条約の破棄を通告した。クリンゴンの侵略により首都星が危険に晒されたカーデシアは惑星連邦に救援を求め、デタパ評議会のメンバー全員をディファイアントで救出しDS9へと避難させる。ガウロン総裁とマートク将軍が指揮するクリンゴンの大艦隊がDS9を包囲し、ついに総攻撃を開始するものの、対ドミニオンのために要塞化したDS9を陥落させることはできず、クリンゴン艦隊は撤退する。だが、クリンゴンは占領したカーデシア領の星を返還することを拒否し防衛線をしいたため、連邦・カーデシアとクリンゴンとの戦闘は続くこととなる。

### カーデシアのドミニオン加入
2373年、同胞である創設者と交わったオドーは、クリンゴンのガウロン総裁の演説を見て創設者がガウロンに化けて戦争を起こしていると感じ、シスコはクリンゴンに潜り込みガウロンに化けている創設者を排除する計画を実行に移す。だが、オドーにより創設者がガウロンではなくマートク将軍に化けているとわかり、創設者は殺されクリンゴンと連邦との間で和平の模索が始まるが、クリンゴンによるカーデシアへの侵略は止まらなかった。
クリンゴンの侵略により弱体化したカーデシアに不満を持ったガル・デュカットは、ドミニオンと秘密交渉を行い「対等なパートナー」としてドミニオンに加入することを決めた。ワームホールを通ってきた多数のジェムハダー艦隊がカーデシアへと向かいクリンゴン艦隊を撃退し、ガル・デュカットが新しいカーデシアの指導者となり、国民や全宇宙にドミニオンに加入したことを公表する。ドミニオンはカーデシアに橋頭堡を確保し、ついにアルファ宇宙域に進出したのである。これに対して惑星連邦はクリンゴン帝国と再び友好条約を結び、同盟関係を確立しドミニオンとカーデシアに対抗することとなる。ロミュランやアルファ宇宙域のほかの国々も一時DS9に艦隊を集結させドミニオン軍に備えた。

## 開戦

### DS9陥落
カーデシアが加入してからドミニオンはガンマ宇宙域からカーデシアにジェムハダー大船団を送り続け、カーデシアに造船工場や軍需工場、ジェムハダーやボルタ人を作るクローン工場などを建設した。そして、ドミニオンがロミュラン帝国と不可侵条約を締結したという知らせを聞いたシスコはもはやドミニオンとの戦争は避けられないと悟る。シスコはこれ以上ドミニオンがカーデシアに船団を送れないようにするため、機雷を設置しワームホールを事実上閉じる作戦を立案、機雷を設置し始める。これを察知したドミニオンはウェイユンを大使としてDS9に派遣し機雷設置を辞めるよう要求するが拒否され、その後は終始社交辞令に終わり戦争が避けられなくなった。シスコは翌日にもドミニオンが攻めてくると予測し機雷設置を急ピッチで進める。ドミニオン軍が来襲し総攻撃するが、間一髪で機雷設置が完了し、シスコ以下宇宙艦隊はDS9から撤退する。だがシスコはDS9陥落は間違いないと判断し、事前にベイジョー政府にドミニオンと不可侵条約を結ぶように進言していたため、ベイジョーは戦火から免れ、ドミニオン軍占領後のDS9にもキラ少佐やオドーなどは残ることとなる。ガル・デュカットはDS9（カーデシア名：テロック・ノール）の司令官として再び赴任した。ドミニオンのDS9への攻撃がドミニオン戦争の開戦とされている。

### 預言者の助け
2374年、開戦から三ヶ月、惑星連邦とクリンゴン帝国の同盟軍はドミニオンとカーデシアのドミニオン軍に苦戦し防戦一方であった。ガル・デュカットはワームホールの機雷除去を行っていたが、三ヶ月たっても除去できずにいた。ガンマ宇宙域では2000隻を超えるジェムハダーの大船団が待機しており、ワームホールが開けばドミニオンの勝利は間違いないものとなっていたからだ。シスコはワームホールを守るためにDS9奪還作戦を実行、DS9に向かう同盟軍とドミニオン軍とで激しい艦隊戦が始まり、それをかいくぐったディファイアントがDS9に着く直前に、ガル・デュカットにより機雷が除去されワームホールの入口が開いてしまった。シスコはワームホールの中に入り、2000隻の大船団と玉砕戦を行おうとするが、預言者に呼び出される。預言者はシスコに死ぬなと言い、シスコはそれならばベイジョーのためにドミニオンの艦隊を何とかしろと抗議する。預言者は「物質世界の問題には我々は関知しない」といいつつも「シスコに償いをさせる」と言い残してドミニオンの大船団とガンマ宇宙域のドミニオン軍基地を消滅させた。これにより、ドミニオン軍はDS9から撤退し、ガル・デュカットは連邦に拘束され、再びDS9は連邦とベイジョーのもとへと戻った。

### ロミュランの同盟軍参加
2374年、DS9を奪還したものの、宇宙艦隊側にとって戦況は芳しくなかった。シスコは、これを打開するには、ロミュラン帝国を同盟軍に参加させるしかないと考えた。しかし、ロミュランは、ドミニオンと不可侵条約を結んでおり、かつライバルでもある惑星連邦・クリンゴン帝国がこの戦争で疲弊し弱体化することを歓迎する向きもあり、同盟に引き入れて参戦させるのは容易なことではなかった。そこで、シスコは、ロミュランに対するドミニオンの攻撃計画の証拠を掴み、それを元にロミュランを説得することを思いつく。その証拠を見つけられない中、シスコは、元オブシディアン・オーダーのエリム・ガラックから、でっち上げを提案される。惑星連邦の主要メンバーで要衝でもあったベタゾイドがドミニオンに陥落し事態が悪化したこともあり、シスコは艦隊司令部の許可を得た上で、その提案を受けた。ガラックの計画は、ドミニオンのウェイユンとカーデシアのダマールとによるロミュラン攻撃の秘密会議のホロプログラムを偽造し、ロミュランの戦争計画評議員・ヴリーナックにこれを提示したうえで説得するというものであった。シスコは、反倫理的・触法的とも思える行為を重ねた末、精巧な偽造ホロプログラムのデータ・ロッドを完成させた。しかし、DS9を秘密裏に訪問したヴリーナックにそのホロプログラムを見せたものの、ロッドの精査により偽造であることが見破られてしまう。激怒したヴリーナックだったが、ロミュランへの帰国途中に船が爆破され、死亡する。それは、ガラックが船に仕掛けた爆弾によるものであったが、ロミュラン側に爆破によって不完全なものとなったロッドからホロプログラムを真実と誤信させ、証拠隠滅の為にドミニオンがヴリーナックの船を攻撃したものと誤解させる狙いがあった。ガラックの思惑が叶い、ロミュラン帝国はドミニオンに対して宣戦布告を行い、すぐにカーデシア境界沿いの15の基地に攻撃を始め、同盟軍に参加することとなった。シスコはガラックを責めたものの、アルファ宇宙域の平和と安全を守るための行動と自身の罪悪感を振り払い、この件に関する私的記録を全て削除した。

### 第1次チントカ星系攻防戦
惑星連邦は戦局を打開するため、守勢一辺倒の方針を転換し、カーデシア領チントカ星系への侵攻作戦を計画する。ドミニオン側は、ロミュラン前線に戦力を割いたため、チントカ星系の防御がジェムハダー5編隊のみと手薄になっていたのである。宇宙艦隊のウィリアム・ロス提督により作戦の指揮官に選ばれたシスコが、侵攻は時期尚早と難色を示していたロミュラン側を説得し、クリンゴンを含む同盟軍の侵攻作戦が正式に決定する。一方、ドミニオン側もチントカ星系の防御強化のため、ダマールの指令の下、同星系に多数の無人軌道武器ステーションの配備を始める。このステーションは、本体が再生フォースフィールドで保護され、武器庫にはプラズマ魚雷1000個を搭載する強力なものである。同盟軍は、チントカ星系に未だ起動していないとはいえ武器ステーションが配備されたことを察知し、さらにシスコが預言者からカーデシアへ行くなとの警告のビジョンを受けたものの、計画通り侵攻作戦を開始する。シスコ指揮下のディファイアントをはじめ同盟軍の艦隊は、チントカ星系に到着後、未起動の武器ステーションを破壊するなど、当初は戦況を有利に進めていた。しかし、ジェムハダー編隊がクリンゴン編隊に捨て身の特攻をかけるなど時間稼ぎをされている間に、武器ステーションが起動。武器ステーションのフォースフィールドに攻撃を阻まれ破壊できない同盟軍は、激しい攻撃を受け、数隻の艦を大破させられるなど、たちまち苦戦する。しかし、ディファイントにクルーとして乗艦していたガラックが、武器ステーションにエネルギー発生機が搭載されていないことに気づく。シスコは、直ちに、エネルギーの発生源を探査するよう命令する。一方、かつて軍事裁判を受けるため地球に向かう途中で逃亡したデュカットが、DS9の聖堂に侵入する。デュカットは、DS9を奪還された際に娘が死亡した原因はシスコにあると恨んでおり、惑星連邦ならびに預言者への復讐を誓っていたのである。そして、ベイジョー占領時に奪った遺物を使って預言者と敵対するパー・レイスを自らに憑依させていたのである。パー・レイスを憑依させたデュカットは、DS9の聖堂内に偶然居合わせたジャッジア・ダックスを殺害（ただし、ジャッジア体内の共生体の「ダックス」は一命をとりとめる）したうえで、聖堂内に安置されていた発光体に自己に憑依していたパー・レイスを赤いエネルギー体として送り込む。すると、発光体が黒く変色するとともに、開口したワームホールに赤い光が走り去り、ワームホールは消失してしまう。時を同じくして、ディファイアント内のシスコが激しいめまいに襲われ、指揮を取れない状態に陥る。しかし、付近の月に武器ステーションのエネルギー発生機が設置されていたことを突き止めたディファイアントは、キラ・ネリス少佐指揮の下、他の宇宙艦隊・クリンゴンの艦と編隊を組み発生機の破壊に向かう。月に設置された強力な防御グリットに攻撃が阻まれ、逆に武器ステーション等から攻撃を受け、数隻の艦が破壊されるものの、マイルズ・オブライエン・チーフの提案で、発生機のエネルギーマトリックスに惑星連邦のワープサインを付けたうえで、武器ステーションの標的システムを狂わせ、発生機を攻撃、月ごと破壊させることに成功する。エネルギーの発生源を失った武器ステーションは、起動を停止。同盟軍は、武器ステーションを破壊しつつ、チントカ星系への侵攻を成功させ、地上軍の投入を準備する。しかし、侵攻作戦は成功したものの、ディファイアントの帰還したDS9では、ワームホールの消失及び他の全ての発光体の変色により預言者に見放されたのではないか、との動揺がベイジョー人の間に広がっていた。また、シスコは、艦隊士官として初めて職責を果たせなかっただけでなく、預言者の警告を無視してカーデシアに赴いたためにデュカットを阻止できず、部下で友人でもあったジャッジアを失い、ワームホールを消失させてしまったのではないか、との自責の念を感じていた。シスコはワームホールを元に戻すための方法や自己の行く末について考えを整理するため、息子ジェイクと共にDS9を後にし地球の実家に帰省するのであった。